# إيفان يريميتش
إيفان يريميتش (بالسيريلية الصربية: Иван Јеремић؛ مواليد 21 أغسطس 1961) هو مدرب كرة سلة محترف صربي يعمل مع نادي الأهلي الليبي في دوري كرة السلة الأفريقي. درب العديد من الفرق في صربيا وأوكرانيا وليتوانيا وروسيا والبحرين والكويت والإمارات العربية المتحدة، وغيرها. كما درب المنتخب الليبي لكرة السلة في فترتين مختلفتين.

## المسيرة التدريبية
قام ييريميتش بتدريب الفرق الصربية تاسماجدان وستاري جراد وأوكي بيوجراد وهيموفارم.
انضم يريميتش إلى طاقم تدريب نادي سيسكا موسكو في عام 2002 عندما تم تعيين المدرب الصربي دوشان إيفكوفيتش مدربًا رئيسيًا. علاوة على ذلك، كان عضوًا في طاقم تدريب المدرب الروسي يفجيني باشوتين في سيسكا موسكو، يونيكس ولوكوموتيف كوبان.
أمضى عامًا واحدًا في ليبيا كمدرب رئيسي لنادي الشباب. في عام 2016، عُيّن يريميتش مدربًا رئيسيًا لنادي المحرق في الدوري البحريني الممتاز. في عام 2017، فاز بكأس البحرين. في 16 سبتمبر 2020، وقّع عقدًا ممتدًا لمدة عام واحد مع نادي كاظمة من دوري الدرجة الأولى الكويتي.
أصبح يريميتش رئيسًا لجمعية مدربي كرة السلة في صربيا اعتبارًا من يناير 2016.
في 19 أبريل 2024، ظهر يريميتش لأول مرة كمدرب رئيسي في دوري أفريقيا لكرة السلة كمدرب للنادي الأهلي.

### المنتخب الوطني
لعب يريميتش لفترتين مع منتخب ليبيا لكرة السلة خلال العقد الأول من القرن الحادي والعشرين.

## الإنجازات
كمدرب رئيسي
- بطل الدوري البحريني: مرة واحدة (مع المحرق: 2018–19)
- الفائز بكأس خليفة بن سلمان: مرة واحدة (مع المحرق: 2016–17)

كمساعد مدرب
- الفائز بكأس أوروبا: 2 (مع يونيكس قازان: 2010–11 ؛ مع لوكوموتيف كوبان: 2012–13)
- بطل دوري اتحاد في تي بي: 1 (مع: سيسكا موسكو: 2009–10)
- بطل الدوري الروسي: 4 (مع: سيسكا موسكو: 2002–03، 2003–04، 2004–05، 2009–10)
- الفائز بكأس روسيا: 2 (مع: سيسكا موسكو: 2004–05، 2009–10)

## وصلات خارجية
- Ivan Jeremić biografija
- Coach Profile at eurobasket.com